# Polystachya subdiphylla
Polystachya subdiphylla là một loài phong lan bản địa của Tanzania (dãy núi Nguru và dãy núi Uluguru)

## Hình ảnh

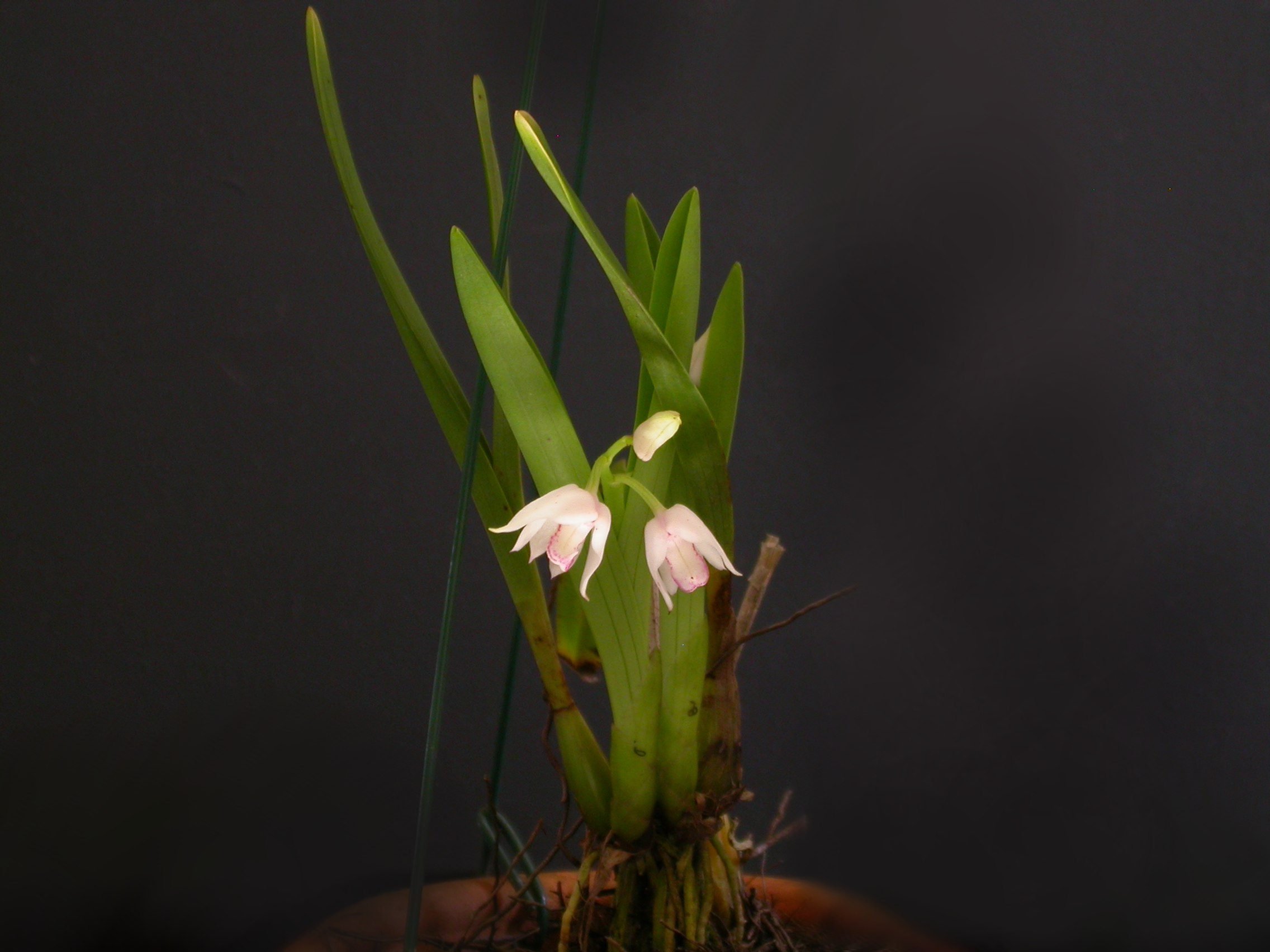
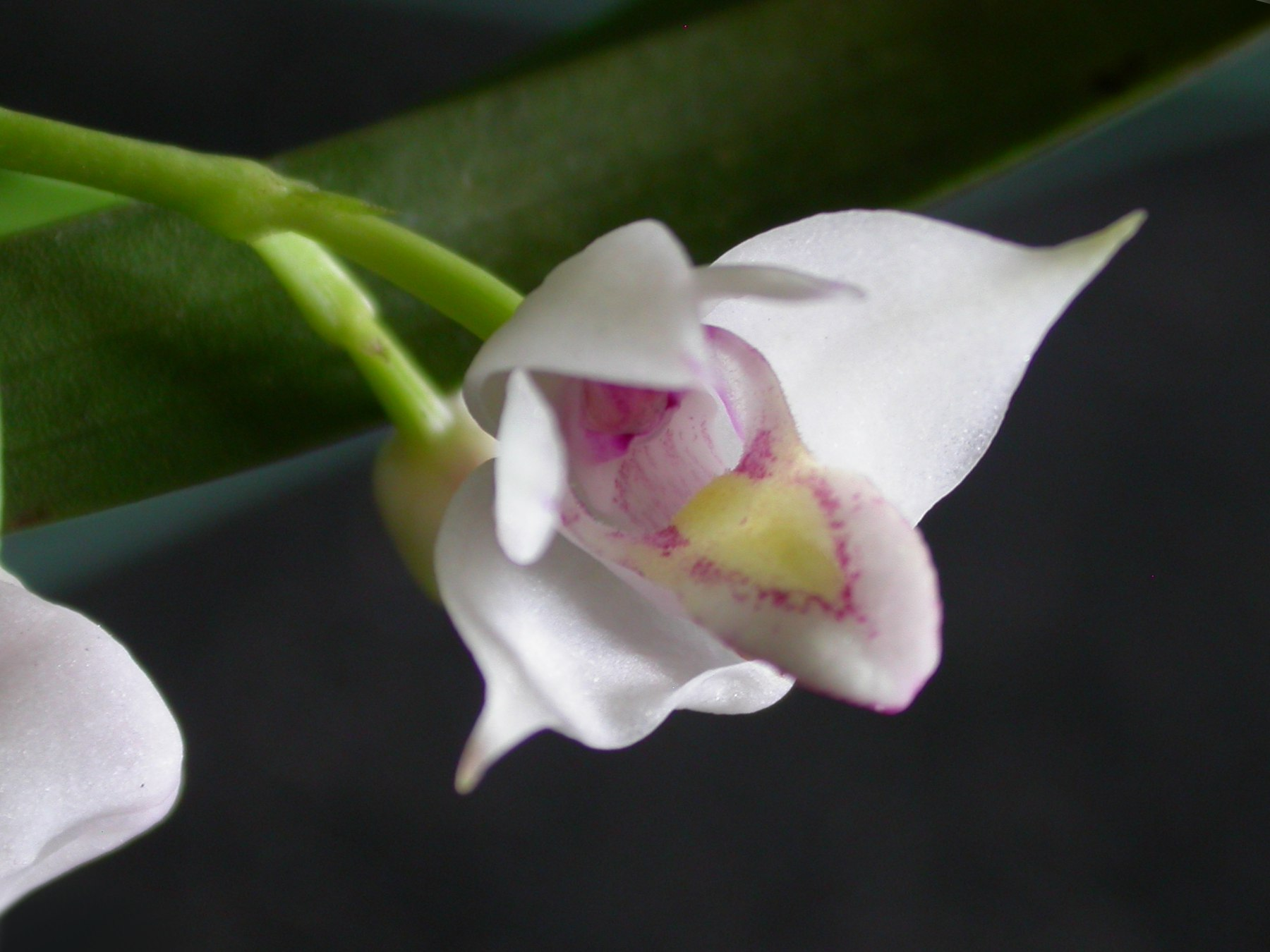
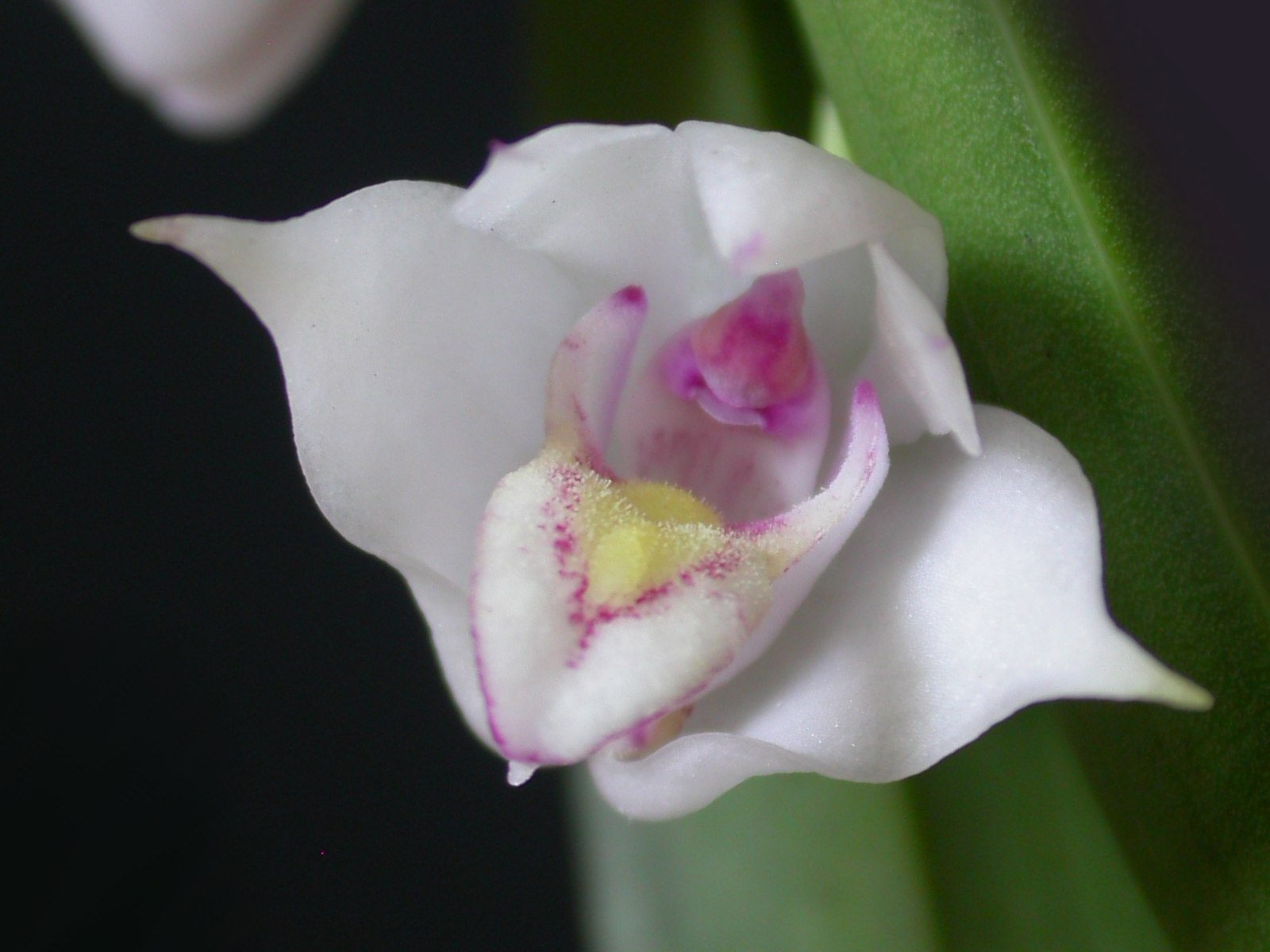
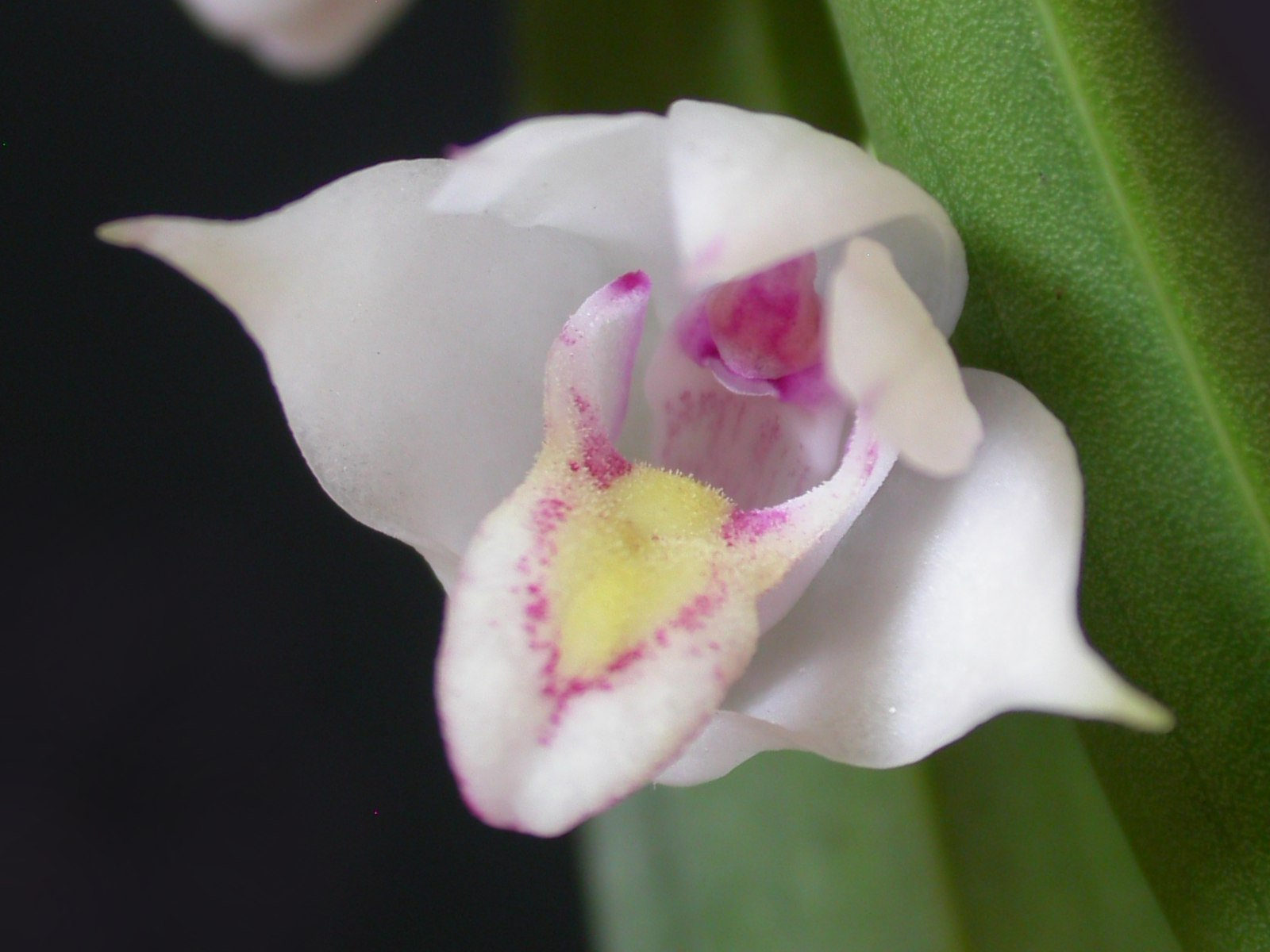